# Sozialdemokratische Partei (Aserbaidschan)
Die  Sozialdemokratische Partei in Aserbaidschan (aserbaidschanisch Azərbaycan Sosial-Demokrat Partiyası, Abkürzung ASDP) war eine 1989 gegründete, säkular und sozialdemokratisch ausgerichtete politische Partei. Ihr gehörte u. a. der ehemalige Präsidenten Ayaz Mutalibov an.
Der Həmsədr der Sozialdemokratischen Partei war Araz Əlizadə. Die Sozialdemokratische Partei war assoziiertes Mitglied der Sozialistischen Internationale.
Bei der letzten nationalen Allgemeinen Wahl in Aserbaidschan (welche am 5. November 2000 und am 7. Januar 2001 stattfand) gewann die Sozialdemokratische Partei lediglich etwas weniger als 1 % der Wählerstimmen und scheiterte bis zur Wahl 2015 daran, Sitze im aserbaidschanischen Parlament, der Aserbaidschanischen Nationalversammlung zu gewinnen. Zuletzt hielt sie wie alle anderen Oppositionsparteien nur einen Sitz.
Am 4. April 2023, nach der Verabschiedung des neuen Gesetzes „Über politische Parteien“ in Aserbaidschan und dem Tod des Parteivorsitzenden Araz Əlizadə, gab die Partei ihre Auflösung bekannt.

## Quelle
- Aserbaidschan: Geschichte & Staat. Archiviert vom Original; abgerufen am 8. Dezember 2017.